# 霍利黑德港

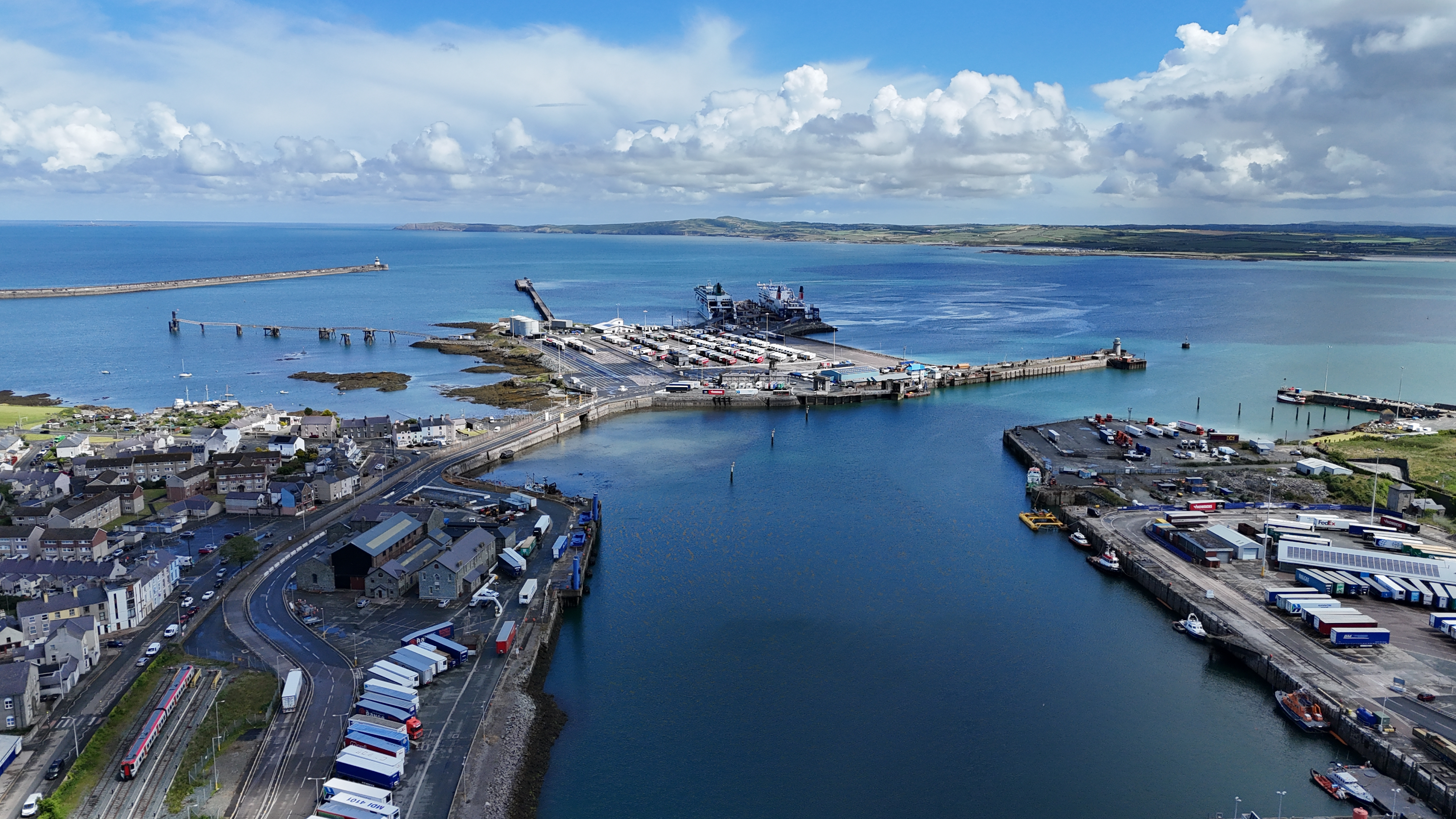
霍利黑德港

霍利黑德港，是英國威爾斯安格尔西岛的商业和渡輪港口，每年接待乘客数量超过200万。霍利黑德港占地240公顷，由Stena Line Ports Ltd.运营。